# Portraits de deux personnes âgées
Les Portraits de deux personnes âgées sont deux parties d'un tableau de Hans Memling présentant un couple dans une loggia ouverte sur un paysage. Les deux fragments ont été séparés à une date inconnue. L'effigie féminine est conservée au Musée du Louvre, la partie masculine à la Gemäldegalerie de Berlin. L'identité des modèles est inconnue.

## Description
Ces représentations d'un homme âgé et de sa femme, attribuées à Memling dès la fin du XIXe siècle étaient considérées autrefois comme deux pendants distincts. En fait, il a été démontré qu'ils formaient au départ un double portrait continu. Les deux panneaux étaient à l'origine chevillés l'un à l'autre. Le revers du portrait féminin a été raboté et parqueté, mais les trous des chevilles sont encore visibles sur le portrait masculin.
L'homme et la femme sont représentés dans une loggia, délimitée à gauche par une colonne rouge et s'ouvrant sur un lointain paysage panoramique. Un chemin traverse la contrée sur toute sa largeur. Sur le tableau de gauche, on voit un château fort dont la partie droite a été coupée ; sur le tableau de droite y fait pendant une gentilhommière.

## Datation
La perspective aérienne que l'artiste introduit dans ses paysages à partir de 1475 n'est pas encore employée, ce qui plaide pour une datation relativement précoce, peu après 1470. Certains éléments techniques, comme l'utilisation du blanc de plomb pour le modelé ou l'aspect poli de la couche picturale confirment cette datation, également étayée par les résultats dendrochronologiques.

## Style

Rogier van der Weyden, Triptyque Braque, Musée du Louvre. Le paysage s'étend en continu sur les trois panneaux.

Les personnages sont peints en buste, tournés l'un vers l'autre, la main portant une bague appuyée sur un bord invisible. Ceci est typique du style de Memling. En revanche, le double portrait continu est pratiquement inconnu aux Pays-Bas à cette époque. Les représentations de conjoints sont en général intégrées dans des diptyques ou des triptyques de dévotion.

Israhel van Meckenem, Autoportrait avec sa femme, vers 1480-90.

Le double portrait en continu jouit par contre d'une faveur croissante dans l'Allemagne du Sud à partir du dernier tiers du XVe siècle; ils sont alors sur fond neutre. Il est probable que le Double Portrait soit une invention personnelle du peintre, même si le fond du paysage s'étendant en continu est déjà visible chez Rogier van der Weyden, par exemple dans les trois panneaux du Triptyque Braque au Louvre.

## Historique
Les deux portraits étaient encore ensemble quand le collectionneur Meazza les met en vente à Milan, le 15 avril 1884. Le Portrait de l'homme est acquis en 1896 par le Kaiser-Friedrich-Museum (maintenant le Musée de Bode) de Berlin ; le Portrait de la femme, après un passage chez le marchand Warneck et le peintre Léo Nardus en 1896, est acquis en 1908 par le Louvre auprès du marchand François Kleinberger.
Il est alors reproché à Bode, directeur du musée de Berlin, d'avoir laissé partir l'autre tableau, mais il se défend en affirmant que la somme demandée par Kleinberger était exorbitante.
La mention, en 1521, d'un double portrait de Memling dans une collection vénitienne (l'humaniste vénitien Marcantonio Michiel mentionne avoir vu chez le cardinal Grimani « les deux portraits à l'huile d'un mari et de sa femme à la manière flamande de la main du même Memlino ») pourrait lui correspondre et suggérer qu'il s'agit de modèles italiens,.